# Barent Fabritius
Barent Fabritius ou Bernard Pietersz. Fabritius (1624, Middenbeemster - 1673, Amsterdam) est un peintre néerlandais du siècle d'or. Il est connu pour ses peintures de scènes religieuses, de scènes mythologiques, de portraits et de scènes d'intérieur.

## Biographie
Barent Fabritius est né en 1624 à Middenbeemster aux Pays-Bas, et y est baptisé le 16 novembre 1624.
Il est le fils du peintre Pieter Carelsz Fabritius. Il étudie la peinture avec son frère Carel Fabritius, mort dans l'explosion de la poudrière de Delft, et aussi probablement avec Rembrandt. Il est actif durant la période 1650-1673 et travaille à Leyde entre 1655 et 1660. Il enseigne la peinture à son jeune frère Johannes Fabritius.
Il meurt à Amsterdam, et y est enterré le 20 octobre 1673.

## Œuvres
- Jeune peintre dans son atelier, 1655 - 1660, huile sur bois 72 × 54 cm, Musée du Louvre, Paris[3]
- Autoportrait en Habit de Paysan, 1656 - Vienne Kuntshistorisches Museum
- Willem van der Helm (vers 1625 - 1675), architecte municipal de Leyde, avec son épouse Belytgen Cornelisdr van de Schelt et son fils Leendert, 1656, huile sur toile, 148 × 127 cm, Rijksmuseum, Amsterdam[4]
- Lazare et l'homme riche, 1661, huile sur toile, 95 × 292 cm, Rijksmuseum, Amsterdam[5]
- Le Fils prodigue, 1661, huile sur toile, 96 × 289 cm, Rijksmuseum, Amsterdam[6]
- Le Pharisien et le publicain, 1661, huile sur toile, 95 × 293 cm, Rijksmuseum, Amsterdam[7]
- Le Satyre et les paysans, huile sur toile, 92 × 136 cm, Musée des beaux-arts de Rouen[8]

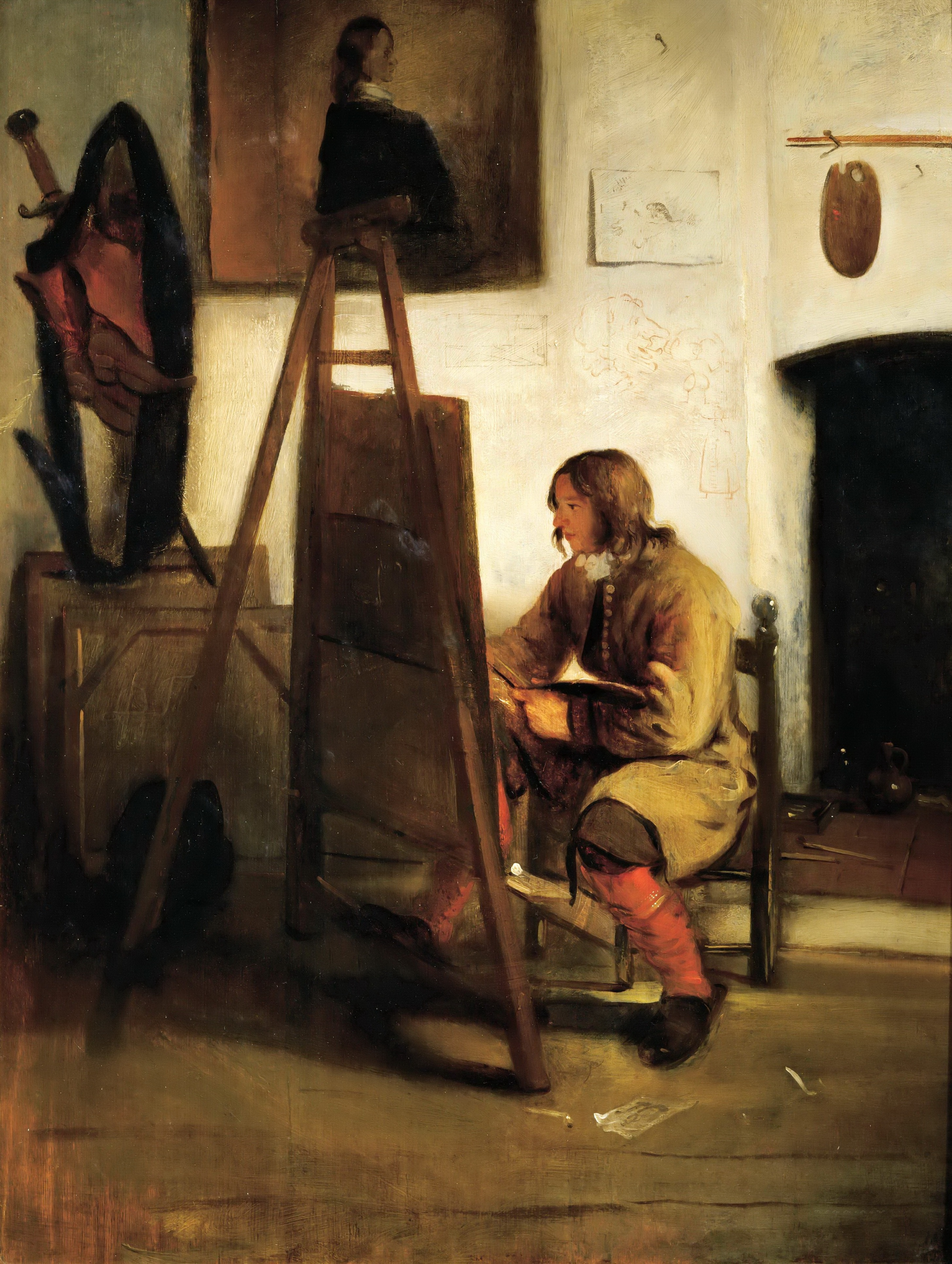
Jeune peintre, 1655-1660 - Musée du Louvre
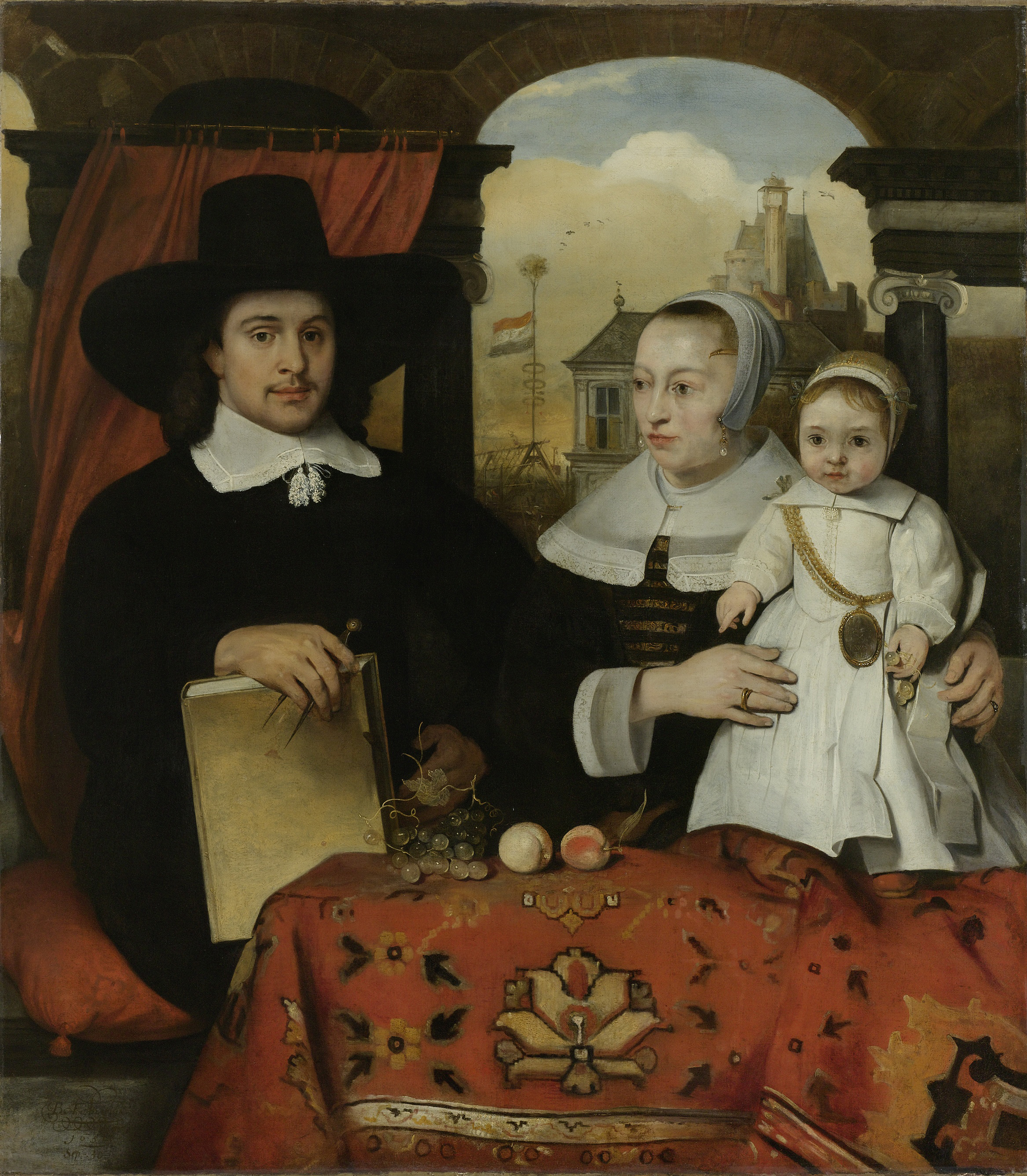
Willem van der Helm, 1656 Rijksmuseum
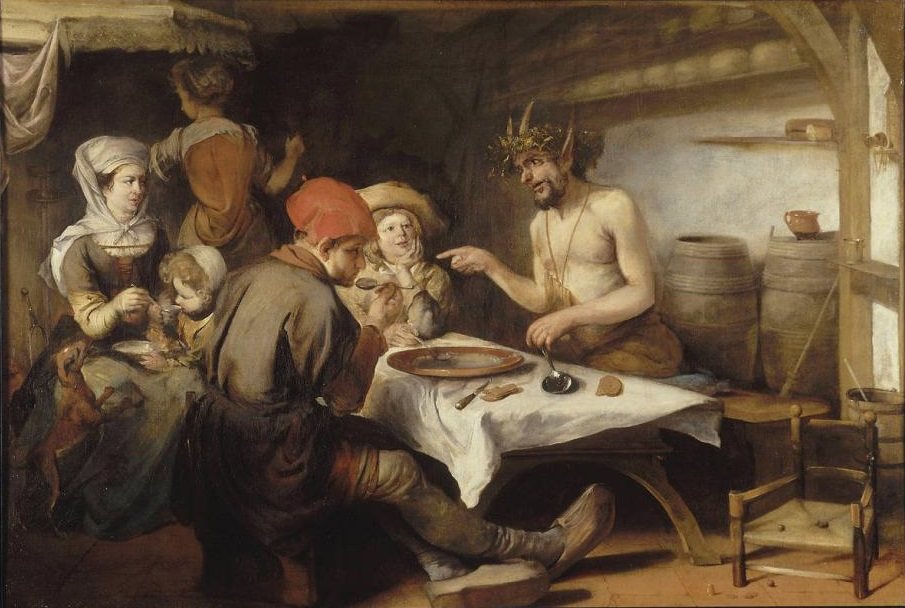
Satyre et paysans Musée de Rouen
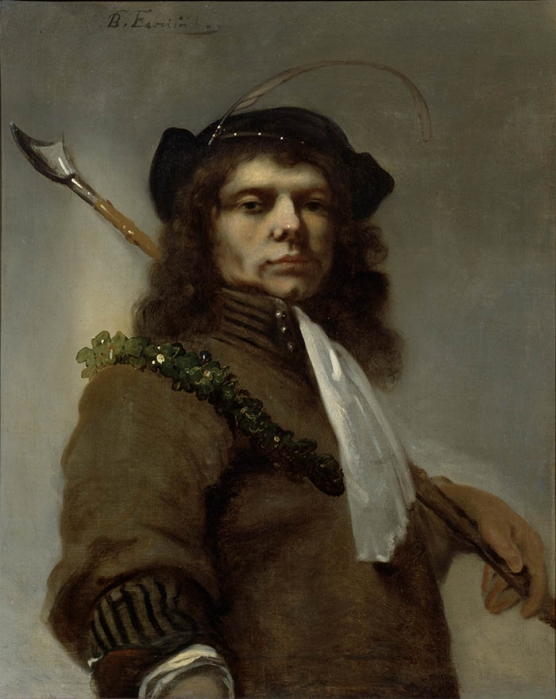
Autoportrait en habit de berger, 1656 - Vienne Kuntshistorisches Museum